# بنك الشركة المصرفية العربية الدولية
تأسس بنك saib بتاريخ 21 مارس 1976. كأول بنك عربي مشترك يعمل في مصر في إطار أحكام قانون الاستثمار رقم 43 لسنة .1974 ويخضع لرقابة وإشراف البنك المركزى المصري. يوفر البنك مجموعة متميزة من المنتجات والخدمات البنكية للعملاء الأفراد والشركات مثل إصدار شهادات الادخاروالودائع ويوفر ايضا القروض والتسهيلات الائتمانية.  كما يقدم بنك saib المنتجات والخدمات المتوافقة مع أحكام الشريعة الإسلامية من خلال الفرع الاسلامي
يمتلك بنك saib  فروع كثيرة في عدد من محافظات مصرمنهم القاهرة، الجيزة، المنصورة، منطقة الدلتا، المحلة ودمياط. يوجد فروع مجهزة بصالات خاصة لكبار العملاء وشاشات تفاعلية لعرض منتجات البنك. جميع فروع البنك مزودة بالإمكانيات الحديثة التي توفر الراحة وسرعة الخدمات المصرفية للعملاء. ويسعى بنك saib الى زيادة عدد الماكينات في المناطق التي لا تتوفر بها أى ماكينات لتعزيز جهود الوصول إلى العملاء في المحافظات المختلفة.
يعتبر بنك saib من أول البنوك التي أطلقت خدمة المدفوعات اللحظية "IPN" بالتعاون مع البنك المركزي بحيث  يتيح للعملاء التحويلات والمدفوعات بشكل لحظي من خلال إتمام عملية الخصم مـن حسابات العميل المرسل. وهذة الخدمة لتطوير القنوات الإلكترونية وتسريع وتيرة التحول الرقمي للقطاع المصرفى من خلال وسائل غير تقليدية للتواصل مع شرائح العملاء المختلفة.

## هيكل المساهمين
- المصرف العربي الدولي (46.08%)
- المقاولون العرب للاستثمارات (17.292%)
- مصر للتأمين (11.29%)
- مصر لتأمينات الحياة (9.75%)
- أكتتاب عام (15.59%)
- مساهمون أخرون

## مساهمات البنك
- القاهرة للتخصيم (40.00%)
- القاهرة الوطنية لتداول الأوراق المالية (32.00%)
- الدولية للتأجير التمويلي (20.19%)
- ميدكوم أسوان للأسمنت (15.68%)
- ضمان مخاطر الائتمان ش.م.م (9.09%)
- المصرية للتأمين التكافلي على الممتلكات والمسئوليات (8.25%)
- المصرية للإستعلام الائتماني ش.م.م (3.57%)
- المصرية لإعادة التمويل العقاري ش.م.م (2.75%)
- بورسعيد الوطنية للامن الغذائي (0.89%)
- مصر للمقاصة والإيداع والقيد المركزى (0.53%)
- برنامج تمويل التجارة العربية (0.038%)
- تنمية المنطقة الصناعية الحرة شرق بورسعيد (نسبة غير معلومة)
- رواج لتجارة السيارات (نسبة غير معلومة)

## وصلات خارجية
- بنك الشركة المصرفية العربية الدولية
- صفحة بيانات البنك على موقع مباشر